# Earl Ball
Earl Poole Ball (Hattiesburg, 12 marzo 1941) è un tastierista, cantante e attore statunitense ex membro dei Johnny Cash and the Tennessee Two, e turnista per molti artisti a partire dagli anni settanta.

## Biografia
Nato a Los Angeles, inizia l'attività come musicista professionista nel 1965. Nel 1967 inizia una lunga collaborazione con il cantautore Buck Owens che lo porterà a calcare i grandi palcoscenici. L'anno seguente apparirà nell'album Sweetheart of the Rodeo, dei Byrds.
Ball divenne anche il pianista di Johnny Cash  in studio, suonando anche uno degli album più acclamati, Rockabilly Blues, un ritorno alle radici del cantautore statunitense.

## Carriera

### Musicista
Dopo essersi diplomato al liceo, Ball ha iniziato a suonare nei night club locali; per potersi mantenere ha anche iniziato a vendere prodotti porta a porta.  Negli anni successivi venne introdotto nel blues rock in seguito alla conoscenza di Dr. John.
Trasferitosi ad Hattiesburg appena ventenne, suonò on favore della campagna elettorale di Jimmy Davis nel 1962.
Lo stesso anno affinò le sue abilità pratiche grazie all'auito dal pianista e cantante country Mickey Gilley; proprio in quel periodo si fece spazio anche in televisione, scrivendo varie sigle di programmi.
Ball ha scritto e svolto sessioni di lavoro per Stone's Central Songs. Le sue canzoni hanno raggiunto la vetta della classifica Billboard 200, interpretate da Glen Campbell ("Try A Little Kindness") e Waylon Jennings ("The Only Daddy That'll Walk The Line"). Earl iniziò quindi a lavorare alla Capitol Records, ed ebbe modo di lavorare con artisti tra cui Buck Owens, Merle Haggard, Wynn Stewart, Stoney Edwards e Wanda Jackson.

### Attore
Noto anche come attore, sebbene in ruoli da caratterista, fa il suo esordio nel film L'orgoglio di Jesse Hallam, dove recita a fianco di Johnny Cash e Ben Marley. Nel 1981 è nel cast di ...e tutti risero, pellicola con Audrey Hepburn e Ben Gazzara. un altro importante ruolo lo ebbe nel film del 1989 L'uomo dei sogni, di Phil Alden Robinson. Particolarmente stretto fu il legame con il regista Peter Bogdanovich, con il quale ha recitato in ben cinque film.

## Discografia

### Solista
- 1981 - Love Of The Common People And Other Country & Western Favorites

### Con i Lucky Tomblin Man
- 2003 - The Lucky Tomblin Man
- 2006 - In A Honky-Tonk Mood
- 2007 - Red Hot From Blue Rock
- 2010 - Honky Tonk Merry Go Round

### Con i Tennessee Two
- 1968 - Get Rhythm

## Filmografia

### Cinema
- ...e tutti risero (They All Laughed), regia di Peter Bogdanovich (1981)
- Gli avventurieri della città perduta (Allan Quatermain and The Lost City of Gold), regia di Gary Nelson (1986)
- Il codice del silenzio (Code of Silence), regia di Andrew Davis (1985)
- Illegalmente tuo (Illegally Yours), regia di Peter Bogdanovich (1988)
- L'uomo dei sogni (Field of Dreams), regia di Phil Alden Robinson (1989)
- Texasville, regia di Peter Bogdanovich (1990)
- Quella cosa chiamata amore (The Thing Called Love), regia di Peter Bogdanovich (1993)
- Hollywood Confidential, regia di Peter Bogdanovich (2001)
- Bernie, regia di Richard Linklater (2011)

### Televisione
- L'orgoglio di Jesse Hallam (The Pride of Jesse Hallam), regia di Gary Nelson – film TV (1981)
- Omicidio a Coweta County (Murder in Coweta County), regia di Gary Nelson – film TV (1983)
- Il barone e il ragazzo (The Baron and the Kid), regia di Gary Nelson – film TV (1984)
- La vera storia di Billy the Kid (Gore Vidal's Billy the Kid), regia di William A. Graham – film TV (1989)
- Naked City: A Killer Christmas, regia di Peter Bogdanovich – film TV (1998)

## Doppiatori italiani
- Michele Kalamera in Omicidio a Coweta Country
- Gigi Pirarba in Il Barone e il ragazzo
- Bruno Alessandro in La vera storia di Billy the Kid
- Vittorio Battarra in Texasville
- Giorgio Favretto in Quella cosa chiamata amore[5]